# ひまわりのない世界
「ひまわりのない世界」（ひまわりのないせかい）はAKB48の多田京加とHKT48の松田祐実により結成されたユニット・Fortune cherryの楽曲。作詞は秋元康、作曲は星圭介が担当した。2018年12月19日にFortune cherryのシングルとしてキングレコードから発売された。

## 背景とリリース
2018年9月23日に片柳アリーナで開催された『AKB48グループ 第2回ユニットじゃんけん大会〜空気を読むな、心を読め!〜』でFortune cherryが1位となり、ユニットでのシングルの発売が決まった。
楽曲の振付は中野郁海（AKB48）が担当した。ミュージック・ビデオは大野敏嗣の監督によるもので、2人の出身地である福井県で撮影された。
しかし、CDリリースから僅か8日後の12月27日、松田が同日付でHKT48の活動を辞退することが突如発表された。
カップリングには、じゃんけん大会で2位となった2kiによる「ドローンジェラシー」が収録されている。

## シングル収録トラック
| #         | タイトル                                 | 作詞      | 作曲      | 編曲      | 時間  |
| --------- | ---------------------------------------- | --------- | --------- | --------- | ----- |
| 1.        | 「ひまわりのない世界」                   | 秋元康    | 星圭介    | 若田部誠  | 4:30  |
| 2.        | 「ドローンジェラシー」(2ki)              | 秋元康    | 古城康行  | 古城康行  | 3:48  |
| 3.        | 「ひまわりのない世界（off vocal ver.）」 |           | 星圭介    | 若田部誠  | 4:30  |
| 4.        | 「ドローンジェラシー（off vocal ver.）」 |           | 古城康行  | 古城康行  | 3:46  |
| 合計時間: | 合計時間:                                | 合計時間: | 合計時間: | 合計時間: | 16:34 |

| #  | タイトル                           | 作詞 | 作曲・編曲 | 監督     |
| -- | ---------------------------------- | ---- | ---------- | -------- |
| 1. | 「ひまわりのない世界 MUSIC VIDEO」 |      |            | 大野敏嗣 |

## Fortune cherry
Fortune cherry（フォーチュン チェリー）は、『AKB48グループ 第2回ユニットじゃんけん大会〜空気を読むな、心を読め!〜』で結成され、1位を獲得したアイドルユニット。

### メンバー
| 名前 （よみ）              | 所属グループ    | 生年月日              | 出身地 | 愛称                       |
| -------------------------- | --------------- | --------------------- | ------ | -------------------------- |
| 多田京加 （ただ きょうか） | AKB48 チーム4   | 1999年8月19日（25歳） | 福井県 | きょうか、きょん、多田先輩 |
| 松田祐実 （まつだ ゆみ）   | HKT48 チームTII | 2002年5月13日（22歳） | 福井県 | ゆみみ                     |